# Lacinularia flosculosa
Lacinularia flosculosa is een raderdiertjessoort uit de familie Flosculariidae. De wetenschappelijke naam van deze soort is voor het eerst geldig gepubliceerd in 1773 door Müller.